# Lobiancopora
Lobiancopora is een geslacht van mosdiertjes uit de familie van de Alcyonidiidae en de orde Ctenostomatida.

## Soorten
- Lobiancopora abyssicola (Gordon, 1986)
- Lobiancopora hyalina Pergens, 1889